# Gonfalon de Corciano
Le Gonfalon de Corciano est une peinture de Benedetto Bonfigli, exposée  dans l'église Santa Maria de la paroisse de Corciano.

## Histoire
Cette peinture est un gonfalon, une bannière de procession commandée par la commune de Corciano, destinée aux célébrations de demande de remise des péchés  à la Vierge pendant la peste qui sévit en 1464 (considérée comme punition divine).

## Iconographie
Marie est représentée en « Notre Dame de la Merci » ou Vierge de miséricorde protégeant (de la peste invoquée en colère divine) le peuple de la ville reconnaissable par la vue détaillée de ses monuments. Des figures célestes l'accompagnent ainsi que celles des saints réputées ou locaux, reconnaissables à leurs attributs et aussi par leurs auréoles portant leur nom.

## Description
Au centre la Vierge  figure hiératiquement, portant couronne, le manteau ouvert, sous lequel elle abrite la population priant à genoux divisée en deux groupes : à gauche, les hommes épaulés par saint Constant d'Ancôneou saint Augustin d'Hippone accompagné de saint Bernardin de Sienne, à droite, les femmes par saint Sébastien percé de flèches, également à genoux (un des saints protecteurs contre la peste). Elle est entourée dans le ciel de deux anges symétriques et surmontée par Dieu le père en médaillon équipé des flèches.
Sous les pans levés de sa cape figure  un texte placé de part et d'autre à la hauteur de sa taille : 

« SANCTA MARIA SUCCURRE MISERI
-IUVA PUSILLANIMES
-REFOVE FLEBILES
-ORA PRO POPULO
-O MARIA FLOS VIRGINUM
-VELUT ROSA VELUT LILIUM
-FUNDE PRECES AD FILIUM
-PRO SALUTE FIDELIUM »

Une vue stylisée de la ville avec son château surmontant une colline plantée d'oliviers est placée en bas et en avant de la composition.

## Analyse
La perspective inversée est encore en pratique pour cet ustensile de dévotion processionnel : la taille de la Vierge s'impose sur les autres figures quelle que soit la profondeur spatiale, suivent les figures d'intercesseurs jusqu'aux plus petites des fidèles, le paysage avec la ville s'étalant non pas au-dessus mais dessous et en avant (pan de la robe en arrière).
Cet étendard est à rapprocher d'un autre similaire, le gonfalon de San Francesco al prato de même facture, avec la différence que les saints intercesseurs sont, avec le peuple, placés sous les pans de la cape. Saint Bernardin, qui n'est pas le saint de la ville, mais plutôt celui vénéré par  Pérouse, est de taille plus réduite.